# New Dawn
New Dawn – drugi album polskiego muzyka Marka Juzy, skrywającego się pod pseudonimem Metus, wydany 10 listopada 2007. Płyta ta jest drugą częścią trylogii noszącej tytuł The Heritage, której motywem przewodnim jest historia człowieka w ujęciu biblijnym. Płyta zawiera 11 kompozycji, wszystkie w języku angielskim.

## Lista utworów
1. "Eternity" – 3:24
2. "Apostasy" – 5:47
3. "Vanishing love" – 4:31
4. "Lake of fire" – 5:36
5. "New dawn" – 5:51
6. "Solitude" – 5:18
7. "Prophecy" – 4:43
8. "Fields of light" – 3:58
9. "Trial of flames" – 6:19
10. "Grief" – 2:18
11. "The time has come" – 2:51

## Twórcy
- Marek Juza – teksty, muzyka, wokal, instrumenty klawiszowe oraz cała oprawa graficzna projektu
- Krzysztof Lepiarczyk – instrumenty klawiszowe